# Умайд-Бхаван
Умайд-Бхаван (англ. Umaid Bhawan Palace) — дворец в городе Джодхпур в индийском штате Раджастхан, одна из крупнейших частных резиденций в мире. На территории части дворца действует отель, управляемый сетью Taj Hotels. Дворец назван по имени махараджи Умайда Сингха, дедушки современного махараджи Джодхпура, при правлении которого дворец был построен на замену форта Мехрангарх. Первоначально дворец носил название  Читтар  ( Chittar Palace ), из-за того, что он находится на холме Читтар, высоком холме в пределах города. Строительство началось 18 ноября 1929 года и было завершено в 1943 году.

## Здание
Дворец покрывает площадь в 10,5 га, из которых на здания приходится 1,4 га, а 6,1 га отведено на сады. Он находится на холме Читтар на юго-восточной окраине города Джодхпур. В строительстве принимало участие 3000-5000 рабочих, оно заняло 15 лет. При строительстве не использовался цемент. Для подвоза материалов была построена железнодорожная ветка. Дворец построен и составлен таким образом, что температура внутри поддерживается почти постоянной даже без дополнительных затрат на отопление или охлаждение.
Дворец спроектирован британским архитектором Генри Ланчестером и сочетает в себе традиционные индийские и европейские архитектурные стили, такие как арт-деко. Огромный центральный купол здания 30 м высотой построенный в стиле Возрождения. Общая стоимость строительства составила 9,4 млрд рупий. Строительством руководил инженер Хирананд Бхатия. Оригинальные интерьеры были разработаны лондонской компанией Маплес, но при перевозке в 1942 году судно с ними было потоплено немцами. В результате махараджа нанял для работ польскую компанию. Стиль интерьера — арт-деко, дополнен экзотическими фресками работы польского художника Стефана Норблина.

## История

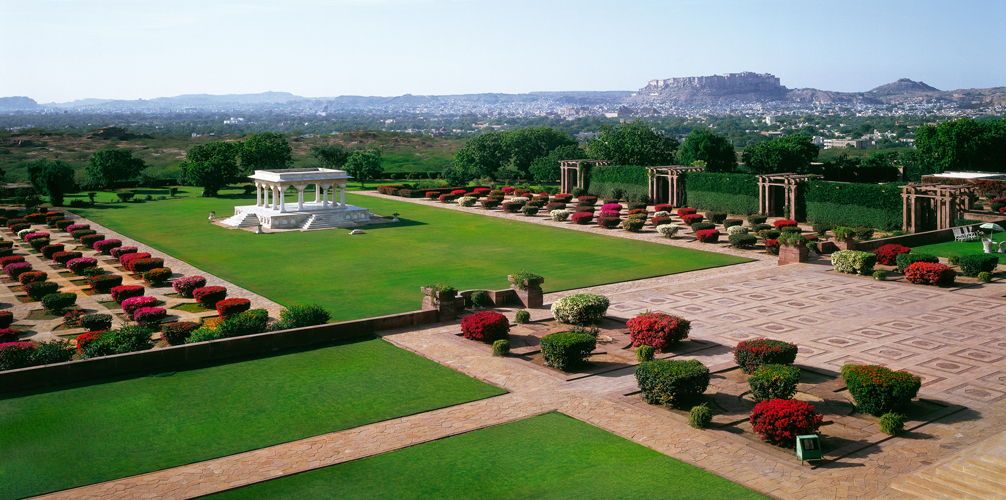
Сады дворца

Строительство дворца было главным проектом улучшения города, проведённым махараджами в 20 веке. Дворец должен быть достаточно величественным, чтобы заменить форт Мехерангарх в качестве царской резиденции и символа княжества. Другой причиной стала необходимость предотвращения роста безработицы, ставшей следствием многолетней разрушительной засухи.
Для строительства был нанят британский архитектор Генри Ланчестер, хорошо знакомый с индийской архитектурой. Он выступил против могольского стиля для здания, аргументируя, что исламское доминирование в Раджсхастане было очень коротким и неродным для его населения. В строительстве использовались современные методы и элементы европейских стилей.

## Нынешний статус
Владельцем дворца сейчас является Гадж Сингх, махараджа Дходхпура. Он разделил дворец на три части: частную резиденцию для себя и своей семьи, роскошный отель системы Taj Hotels (с 1972 года) и часть, открытую для посетителей, которая содержит музей с коллекцией живописи, оружия и других ценностей королевской семьи Джодхпура.

## Ресурсы Интернета
- Jodhpur.Biz
- Umaid Bhawan Palace  Indianet Zone